# Bitwa pod Novarą (1513)
Bitwa pod Novarą – starcie zbrojne, które miało miejsce 6 czerwca 1513 roku podczas IV wojny włoskiej (1510–1514).
Pomimo że Francuzi w poprzednim roku wygrali bitwę pod Rawenną, już miesiąc po zwycięskiej bitwie wojska króla Francji Ludwika XII zostały wyparte z Mediolanu przez siły koalicji nazywanej Świętą Ligą.
W roku 1513 armia francusko-wenecka w sile 12 tysięcy żołnierzy (w tym 6000 lancknechtów, 4000 innej piechoty, głównie gaskońskiej, 2000 jazdy i artyleria), dowodzona przez Ludwika Trémoille, oblegała Novarę bronioną przez wspierających księcia Mediolanu Szwajcarów, którzy sami mieli nadzieję na korzyści terytorialne kosztem księstwa Mediolanu. Znajdująca się około 40 kilometrów od Mediolanu Novara była drugim pod względem wielkości miastem księstwa. Na wieść o nadchodzącej odsieczy wódz francuski przerwał oblężenie i wyszedł naprzeciw zbliżającego się nieprzyjaciela. Nie przypuszczając, by wojska szwajcarskie nadeszły zbyt szybko, spokojnie rozstawiał swe wojska. Tabor armii stanął za miasteczkiem Trecate, natomiast w samym miasteczku zatrzymał się naczelny wódz Ludwik Trémoille wraz z całą jazdą. Na lewo od zabudowań miasta stanęła piechota gaskońska, natomiast lancknechci wraz z artylerią znaleźli się na błoniach. Armia szwajcarska, licząca 8000 szwajcarskiej piechoty, 200 mediolańskiej jazdy i 8 dział, zaatakowała 6 czerwca jeszcze przed świtem, co zaskoczyło Francuzów. Szwajcarzy utworzyli trzy czworoboki. Jeden z nich doszedł aż za Trecate i zdobył francuski tabor. Drugi rozbił w trakcie formowania gaskońską piechotę. Trzeci natomiast uderzył na lancknechtów. Niemieccy lancknechci, będący najemnikami we francuskiej służbie, uzbrojeni podobnie jak Szwajcarzy w długie piki, zdążyli sformować się w potężne czworoboki, a Francuzi zdążyli również ustawić swą artylerię. Pomimo tego szwajcarska nawałnica, uderzająca z różnych kierunków wokół francuskiego obozu, zdobyła francuskie działa, wyparła regimenty lancknechtów i zniszczyła ich czworoboki. Decydująca broń francuskiej armii jaką była ciężka kawaleria, stojąc wśród zabudowań miasteczka, nie zdołała się rozwinąć i nie odegrała w bitwie większej roli. Trémoille wycofał się z nią za Alpy.
W tej niezwykle krwawej batalii po stronie francuskiej było aż 6000 zabitych lub rannych. Szwajcarzy stracili 1500 zabitych i rannych, przy czym większość strat spowodowała francuska artyleria bijąca w idących do ataku piechurów szwajcarskich, którzy potem zrewanżowali się i zdobyli 22 francuskie działa. Po bitwie Szwajcarzy zamordowali setki wziętych do niewoli niemieckich najemników służących we francuskiej armii.
Z powodu braku kawalerii Szwajcarzy nie byli zdolni do pościgu za pobitym nieprzyjacielem, jednak niektóre oddziały szły za wycofującymi się Francuzami aż do Dijon.
Klęska armii francuskiej zmusiła Ludwika XII do wycofania się z Mediolanu, a w następstwie tego z Włoch, doprowadzając do tymczasowej restauracji obecnego podczas bitwy księcia Maksymiliana Sforzy, którego powszechnie uważano za szwajcarską marionetkę. Cała jego władza nad księstwem Mediolanu istniała tylko dzięki poparciu szwajcarskich sprzymierzeńców, którzy byli jedyną militarną siłą w księstwie.